# 도미니크 방담
도미니크-조제프 르네 방담(Dominique-Joseph René Vandamme), 운세부르크(Unseburg) 혹은 위네부르 백작(1770년 11월 5일 - 1830년 7월 15일)은 나폴레옹 전쟁에서 활약한 프랑스군 장교이다.

## 생애
소문에 의하면 방담은 잔인하고 난폭한 군인이며, 약탈과 반항 행위로 유명해 나폴레옹은 그를 대하며 "만약 그대가 두 명이 있다면 나는 그중 한 명을 목을 매달았을 것이다" 라고 말했다고 전해진다. 나폴레옹은 덧붙여 지옥에서 루시퍼를 상대로 한 전역에 나선다면 그는(나폴레옹) 선봉의 지휘를 방담에게 맡기겠다고 했다.
방담은 1786년에 군에 입대해 빠른 승진을 거듭했다. 1793년 프랑스 혁명 전쟁이 발발할 때 그는 준장이 되었다. 하지만 방담은 약탈에 대한 혐의로 군법회의에 회부되어 정직처분을 받는다. 1799년 3월 25일 복귀한 그는 제1차 슈토카흐 전투에서 활약했다. 그러나 장 모로장군과 논쟁을 벌인 것으로 인해 방담은 네덜란드 점령 임무로 보내졌다. 1805년 아우스터리츠 전투에서 프란첸(Pratzen) 고지를 탈환하는 공격을 지휘했다.
그는 운세부르크 혹은 위네부르 백작(Count of Unseburg)이란 이름을 나폴레옹 1세에게 하사받은 후 제4차 연합 전쟁기간 실레지아(Silesian) 전역에서 보냈다. 1809년 전역에서 그는 아벤스베르크 전투, 란드슈트 전투, 에크뮐 전투에 참가해 싸웠다.
1813년 전역에서 쿨름에서 방담의 사단은 프로이센의 클라이스트(Kleist) 장군에게 포위되어 방담을 포함한 13,000명의 병사가 포로가 되었다. 방담은 러시아의 알렉산드르 1세 앞으로 끌려나가 약탈 행위에 대해 비난을 받았으나, "나는 약탈자도 산적도 아니다. 그러나 어떠한 상황에 있었더라도 세상과 역사는 나의 손을 아버지의 피로 씻은 것을 비난하지 않을 것이다"(나는 자신의 아버지를 살해하지 않았다; 파벨 1세의 암살에 알렉산드르가 관여한 것이 아닌가 의심을 받았다)라고 맞받아 쳤다.
1815년 전역(백일천하)에서 방담은 그루시 원수 지휘하 제3군단을 이끌었다. 워털루 전투 당시 그는 그루시에게 나폴레옹과 합류하라고 진언했으나, 그루시는 요한 폰 틸만 장군 지휘하 프로이센 제3군단을 우선 추적해 바브르 전투에서 승리했으나 전쟁에서는 패배했다. 이후 루이 18세의 제2차 왕정복고에 의해 방담은 미국으로 추방되어 필라델피아에 정착해 살았으나, 1819년 12월 1일의 법령에 의해 귀국이 허락되었다. 그는 참모(Ètat-major Général)로 근무하면서 복귀했지만, 1825년 1월 1일을 끝으로 퇴역하였다. 나중에 그는 카셀과 헨트(Ghent) 양쪽에 살면서 자신의 회고록을 작성하는데 시간을 보냈다. 그는 출생지인 카셀에서 죽었는데, 당시 나이 59세였다. 그의 이름은 에투알 개선문의 북쪽면에 새겨져 있다.

## 참조
- Albert Du Casse, Le général Vandamme: et sa correspondence, Paris, 1870 (in five books)
- « Dominique-Joseph René Vandamme », in Charles Mullié, Biographie des célébrités militaires des armées de terre et de mer de 1789 à 1850, 1852
- John G. Gallaher, Napoleon’s Enfant Terrible. General Dominique Vandamme, University of Oklahoma Press, 2008, ISBN 978-0-8061-3875-6
- Alistair Horne, How far from Austerlitz, Macmillan, 1996.

1. ↑  19 March 1808, confirmed by patent dated 1 April 1809. (Gallagher, p. 185)
2. ↑  Berthezène, Pierre. "Souvenirs militaires de la République et de l'Empire" T. 2. Paris, 1855. p. 279 (there is a recent edition: "Souvenirs militaires par le baron Berthezène lieutenant général, pair de France, Grand-croix de la légion d'honneur", Paris, Le Livre chez vous, 2005, ISBN 2-914288-24-7)
3. ↑  http://www.archive.org/stream/frenchcolonists01rosegoog/frenchcolonists01rosegoog_djvu.txt